# Xã Burleene, Quận Todd, Minnesota
Xã Burleene (tiếng Anh: Burleene Township) là một xã thuộc quận Todd, tiểu bang Minnesota, Hoa Kỳ. Năm 2010, dân số của xã này là 345 người.